# Unterausschuss
Die Bildung von Unterausschüssen wird dann beschlossen, wenn sich die Agenden eines Parlamentsausschusses erheblich ausweiten und sich die Mitglieder daher nicht mehr in alle zu behandelnden Materien einarbeiten können. 
Der Unterausschuss ist im Allgemeinen dem übergeordneten Ausschuss berichtspflichtig und seine Entscheidungen müssen diesem zur Bestätigung vorgelegt werden. Im Regelfall werden daher einige Mitglieder des übergeordneten Ausschusses auch in den Unterausschuss entsandt.

## Beispiele
- ständige Unterausschüsse von parlamentarischen Hauptausschüssen. Ob darin -- wie im Hauptausschuss des Nationalrates Österreichs -- alle Parlamentsparteien vertreten sind, hängt von der Zahl der Mitglieder und der Fraktionen ab.
- im Europaparlament der Unterausschuss für Sicherheit und Verteidigung -- weil der Ausschuss für auswärtige Angelegenheiten, Menschenrechte, Gemeinsame Sicherheit und Verteidigungspolitik sehr weitgestreute Agenden hat.
- der Unterausschuss Auswärtige Kultur- und Bildungspolitik -- zur Unterstützung des Auswärtigen Ausschusses im Deutschen Bundestag.